# Zagor
Zagor è un personaggio dei fumetti ideato nel 1961 da Guido Nolitta (pseudonimo di Sergio Bonelli) e realizzato graficamente da Gallieno Ferri, protagonista della omonima serie a fumetti pubblicata dalla Sergio Bonelli Editore. Il personaggio, con oltre sessant'anni di vita editoriale, rappresenta uno dei più celebri tarzanidi italiani e fa parte della storia del costume italiano. Gli è stato dedicato un documentario nel 2013.

## Biografia del personaggio
(il grido di battaglia di Zagor)
Za-gor-te-nay, o più brevemente Zagor, nella prima metà del diciannovesimo secolo si batte per mantenere la pace, proteggere le tribù indiane e dare la caccia ai criminali. Il vero nome di Zagor è Patrick Wilding. Suo padre Mike è stato un ufficiale dell'esercito, ucciso insieme alla madre Elisabeth "Betty" Burton dagli indiani Abenachi. Rimasto orfano, viene adottato da uno strano trapper di nome Nathaniel Fitzgeraldson (detto "Wandering" Fitzy), che vive nella foresta. Cresce cercando di vendicare la morte dei genitori ma scopre che suo padre si era reso responsabile della morte di nativi innocenti, motivo per il quale venne ucciso per vendetta dagli Abenachi del pastore Salomon Kinsky. Zagor prova per questo un forte risentimento verso il padre da lui ritenuto «un militarista e un massacratore di indiani»: nel n. 400 tra i due si avrà un chiarimento. Questa scoperta gli fece capire che il bene e il male non stanno mai da una parte sola e per questo decise di divenire Za-gor-te-nay, ovvero «lo Spirito con la Scure», schierandosi a difesa dei deboli e degli innocenti di qualunque etnia.
Creduto un essere soprannaturale dai nativi, che lo chiamano «Spirito con la Scure», Zagor abita con l'amico Cico nell'immaginaria foresta di Darkwood, nel nord est degli Stati Uniti ottocenteschi, in una capanna difesa da sabbie mobili e paludi. Strenuo difensore della foresta e dei nativi americani, le sue armi sono la pistola e una scure indiana fatta con una pietra arrotondata; si ritrova a fronteggiare rivolte indiane come invasioni extraterrestri e oltre agli abituali abitanti come nativi e trapper si possono incontrare Thug, Vichinghi, Eschimesi e creature fantastiche come vampiri, lupi mannari e altri personaggi.
Zagor è sempre vestito con una maglia rossa di fattura indiana che raffigura all'interno di un cerchio giallo sul petto l'Uccello del Tuono.
Come già detto, "Za-gor-te-nay" è, nella storia, il nome indiano in dialetto algonchino del personaggio. In realtà, nelle lingue dei nativi americani questo termine non significa nulla, è una pura invenzione del creatore, Sergio Bonelli, che ideò questo nome durante un viaggio in macchina, sull'Autostrada del sole. Inizialmente aveva pensato a qualcosa come "Aiax", ma venne poi scartato perché era già il nome di un detersivo. Il nome avrebbe dovuto contenere la lettera zeta per ragioni grafiche (in quanto sarebbe sembrata un fulmine sulla copertina) e da qui si arrivò a Za-gor-te-nay. Il termine Aiax è comunque rimasto nel grido di battaglia di Zagor, "Aaayyyaaakkk!". Per un errore di stampa, nella prima striscia di Zagor, La foresta degli agguati, Zagor dice a Cico che i pellerossa lo chiamano «ZA-GOR-TENAY».
Suo inseparabile compagno è il messicano Cico (il cui nome completo – anche se compaiono varianti infinite – è Cico Felipe Cayetano Lopez Martinez y Gonzales), grassottello, basso, perennemente affamato, un po' tonto, pauroso, ingenuo e protagonista di siparietti comici spesso causati dalla sua imperizia. Nonostante questo talvolta dimostra qualità nascoste in grado di stupire positivamente.

## Ambientazione
Le storie sono ambientate in un midwest americano fantastico, incentrate sulle avventure del personaggio noto anche come lo Spirito con la Scure sempre accompagnato dalla spalla comica Cico. Le storie, partendo da una ambientazione western, si caratterizzano per la varietà degli spunti, dei temi, dei personaggi e delle situazioni, con una notevole commistione di generi, dal western al fantasy alla fantascienza; si può definire come un fantawestern.
Il periodo in cui sono ambientate le sue storie è imprecisato. Basandosi su fatti storici citati in alcune avventure si può individuarlo tra la fine degli anni venti e l'inizio degli anni quaranta del XIX secolo: Zagor partecipa a eventi legati alle seconde guerre Seminole (1835-1842); un suo nemico, lo scienziato pazzo Hellingen, ricatta gli Stati Uniti durante la presidenza di Andrew Jackson (in carica tra il marzo 1829 e il marzo 1837); incontra Edgar Allan Poe mentre questi sta trovando l'ispirazione per scrivere la Storia di Arthur Gordon Pym (scritto tra il 1837 e il 1838); incontra il pirata Jean Lafitte (la cui data di morte ipotizzata dagli storici varia tra il 1823 ed il 1827); si trova a Concepción, nel Cile, colpita dal terremoto del 1835 e qui vi incontra Charles Darwin (che effettivamente documentò la distruzione della città durante il suo viaggio a bordo del HMS Beagle). Sono presenti tuttavia degli anacronismi come la presenza di pistole a tamburo e cartucce metalliche e mitragliatrice Gatling diffuse in realtà solo nella seconda metà del secolo.

Zagor vive nell'immaginaria foresta di Darkwood ma con riferimenti reali situata vicino ai Grandi Laghi e al Canada nei primi decenni dell'Ottocento e come riferisce Sergio Bonelli: 
(Sergio Bonelli)
 Comunque capita anche che il personaggio affronti lunghi viaggi sia all'interno degli Stati Uniti che in giro per il mondo come il Messico, la Groenlandia, la Scozia e l'Africa incontrando anche civiltà ritenute estinte quella vichinga, preistorica, di Atlantide.
Darkwood è un luogo di pura fantasia dove accadono fatti strabilianti; si mostra d'aspetto tipicamente paludoso nonostante sia ipoteticamente ambientato nel nord est degli Stati Uniti. Non è chiaro quanto sia esteso come territorio e al suo interno non mancano anche paesaggi boschivi. Nelle sue vicinanze vivono inoltre svariate tribù pellerossa. Nel 2008 il cantante Graziano Romani ha pubblicato un singolo, dal titolo Darkwood, dedicato alla foresta e più in generale al mondo di Zagor. Come parte dell'ambientazione di Darkwood si distingue in particolare il Monte Naatani, un luogo immaginario ideato da Sergio Bonelli e immaginato come teatro di alcune avventure di Zagor. Il monte dovrebbe trovarsi in Pennsylvania, ed ha l'aspetto di un cumulo roccioso sormontato da alti pinnacoli. È teatro di varie avventure fantascientifiche tra cui Hellingen!, uscita nel giugno 1980, in cui Zagor e Cico scopriranno una comunità extraterrestre di discutibili intenzioni. Ne Il demone della follia (luglio 1988), sarà dal Monte Naatani che comincerà l'avventura più assurda dello Spirito con la Scure, in cui vi rincontrerà l'indiano Akoto, stregone che custodisce le mostruose spoglie di Rakum. Infine in Ombre su Darkwood (novembre 1996) un gruppo di coloni europei si installa alle falde del monte e viene attaccato da mostruosi esseri di legno.

## Personaggi

### Comprimari
Nelle storie a fumetti compaiono ciclicamente una serie di comprimari come ad esempio: Digging Bill, sfortunato cercatore di tesori, Bat Batterton, scalcinato detective privato, Guitar Jim, ex fuorilegge che nasconde una pistola all'interno della sua chitarra, Tonka, orgoglioso capo della tribù Mohawk, Satko, indiano Cherokee laureato in legge, Doc Lester, Rochas e altri amici trapper, il capitano Fishleg, Ramath il fachiro e tutta la ciurma della Golden Baby.
- Icaro La Plume, barone di Jolieville Sur Fleuve: di nobili origini francesi, vive nei dintorni della foresta di Darkwood e per questo è amico di Zagor e Cico. Ha una grande passione per il volo e per poterlo mettere in atto progetta e realizza primitive macchine[15] spesso rubando materiali altrui con l'aiuto di Cico. I suoi esperimenti sono per lo più dei fiaschi ma in alcune occasioni si rivelano utili come quando realizza l'elicottero con cui, insieme ai suoi due amici, assiste alla resurrezione del mostruoso Titan (Il demone della Follia, luglio 1988). Nell'albo Hellingen!, uscito nel giugno 1980, riesce a costruire un rozzo ma funzionante aeroplano usando stoffe rubate da Cico, ma l'incontro con l'astronave degli Akkroniani lo costringe a precipitare, riducendolo a un rottame. Il personaggio è raffigurato calvo, barbuto e robusto, abbigliato secondo lo stile dei primi trasvolatori.
- Rakum: è uno stregone mohawk che ha capito che la magia indiana può rivelarsi più efficiente se affiancata dalla scienza e dalla chimica e per questo trascorre lunghi periodi sui monti in cerca di erbe e prodotti naturali per i suoi esperimenti. Durante uno di questi soggiorni, scopre gli Akkroniani, extraterrestri che poi incontrerà anche Zagor, i quali si nutrono di sangue umano. Studiandoli di nascosto, Rakum scopre che sono vulnerabili soltanto ad un minerale depositato in fondo ad un fiume; con esso Rakum crea le frecce per eliminarli, e con quelle stesse frecce Zagor li sconfiggerà, dopo un terribile rituale che porta al risveglio del cadavere, che consegna le frecce a Zagor. Il corpo di Rakum, mummificato, giace sul monte Naatani, in fondo ad una grotta detta Pozzo Glaciale, e lì Cico rischierà la morte per spavento quando, sull'albo Il demone della follia (luglio 1988) si troverà di fronte l'innocuo ma spaventoso stregone mummificato. L'ultima apparizione di Rakum è in un'allucinazione di Zagor nell'albo 600 in cui da un consiglio criptico su come sconfiggere gli Akkroniani. Zagor e Rakum non si incontrano mai, in quanto cronologicamente sfalsati: Rakum vive infatti circa un secolo prima del Re di Darkwood.
- Norman Perry: è uno dei principali comprimari di Zagor. Militare nell'esercito degli Stati Uniti col grado di colonnello, Perry affianca alle indubbie capacità militari altre e più importanti doti: è dotato innanzitutto di una umanità e una sensibilità non comuni, inoltre è un grande scienziato e medico. Sarà proprio lui a salvare Zagor, che nell'albo Tropical Corp (1978) finirà ad un passo dalla morte, colpito dalla febbre gialla. Gli interessi di Perry spaziano dalla medicina all'astronomia ed all'ingegneria. In una occasione smarrisce la ragione (albo Il demone della follia, 1988) e ricostruisce Titan, il mostruoso e gigantesco automa di Hellingen, resuscitandolo con una sorta di sistema di teleguida da lui ideato. Da studioso, non gradisce lo scempio che i Mohawks fanno delle attrezzature aliene degli Akkroniani. È uno dei pochi militari benvoluti da Zagor, che li considera del tutto inaffidabili e perversi. E questo Perry lo sa, e non contraddice del tutto lo Spirito con la Scure.
- Frida Lang: nobildonna austriaca che, assieme a una carovana di europei, si recò nel selvaggio West in un viaggio che in teoria avrebbe dovuto essere di svago. Debuttò nella memorabile storia di Nolitta La marcia della disperazione (albi 164-167), distinguendosi dai conterranei per coraggio e saggezza, ed è soprattutto nota per essere stata una delle poche (almeno apparse nelle storie classiche) fiamme di Zagor. Successivamente il suo destino incrocerà quello del barone Rakosi, il vampiro (vedi voce più avanti).

### Avversari
- Il professor Hellingen: scienziato pazzo che inventa robot (tra cui Titan), la televisione, computer, sommergibili e missili telecomandati e ossessionato dall'idea di conquistare il mondo. Sfigurato dall'esplosione del suo laboratorio, dopo la sua collaborazione con gli Akkroniani si autodisintegra in una cabina aliena dagli scopi sconosciuti (che si scoprirà poi essere un teletrasporto, in cui poi incapperà lo stesso Cico; vedi albi Zenith nn. 229-233 e albo fuori serie Fanta Cico). Con il corpo disintegrato, il suo Io rimane senziente e crea un universo parallelo (vedi albi Zenith nn. 326-331) per poi venire intrappolato dal demone Wendigo (albi nn. 427-430). Viene infine clonato dagli Akkroniani (albi nn. 652-656). Alla fine del fascicolo verrà esiliato di nuovo nel regno del Wendigo. Nell'albo n. 701 Hellingen e il suo clone usciranno dal mondo del Wendigo e il primo, dopo aver distrutto il demone, salirà su una nave spaziale che si schianterà poco dopo sulla base di Altrove, incidente da cui sopravviverà. In versione "spirito" è co-protagonista del terzo speciale Dylan Dog & Martin Mystère L'abisso del Male (2018).[16]
- Gli Akkroniani: extraterrestri umanoidi metà animali e metà vegetali provenienti dal sesto pianeta della stella Betelgeuse che Hellingen contatta e chiama sulla Terra con un rudimentale computer da lui creato. Invulnerabili alle armi da fuoco e intelligentissimi, cercano cavie umane per i loro esperimenti, ma Zagor scopre casualmente che già diversi decenni prima erano giunti sulla Terra ed erano stati sconfitti da Rakum, uno stregone indiano col pallino della chimica che aveva scoperto un minerale per loro letale, con cui aveva creato delle frecce con le quali Zagor riesce a sconfiggerli. Gli Akkroniani sono dei personaggi dei fumetti ideati da Sergio Bonelli e realizzati graficamente da Gallieno Ferri che hanno esordito sulla serie a fumetti Zagor nel luglio 1980 sull'albo Il raggio della morte. Gli Akkroniani sono extraterrestri provenienti dal pianeta Akkron, il sesto della stella Betelgeuse, che si recano sulla Terra inizialmente per studiarne gli abitanti, ma in seguito all'incontro con Hellingen decidono di invadere il pianeta. Verranno respinti grazie all'intervento di Zagor armato delle armi di Rakum. Essi appaiono come rettili antropomorfi ma in realtà sono dei semi-vegetali che hanno bisogno di sangue umano per nutrirsi. Sono molto intelligenti, in modo particolare il loro comandante Daimon, inoltre risultano invulnerabili alle armi da fuoco e solo le frecce speciali create dallo stregone Rakum, all'epoca della loro prima invasione, riescono a eliminarli. Sconfitti, fuggono su Akkron e non si vedranno per molto tempo. Sull'albo Il raggio della morte Zagor giustifica il comportamento degli Akkroniani che guardano esterrefatti lui e Cico (pag. 46) e inoltre li definisce "gente", come fossero umani (albo n. 231, pag. 54). Una fugace apparizione di un Akkroniano si ha nell'albo del 1988 dal titolo ll demone della follia ma si tratta solo di un corpo mummificato risalente ai tempi dell'invasione e messo sul monte Naatani da Akoto, uno stregone indiano che intende così onorare i nemici caduti. Un altro riferimento agli Akkroniani si ha quando Zagor raggiunge e distrugge la loro astronave madre abbandonata durante la fuga e che Hellingen voleva usare per distruggere le città della Costa Est degli Stati Uniti. In occasione del seicentesimo numero di Zagor (651 della serie Zenith, pubblicato nel 2015), si ha un nuovo incontro tra gli Akkroniani e Zagor che funge da prologo per le avventure successive. In questa storia si ha la presunta morte del comandante Daimon, distrutto insieme alla sua flotta.
- Devil Mask: è uno stregone, capo di una tribù di Huron, uno dei più temibili nemici di Zagor. Compare numerose volte; l'ultima è nell'albo n. 551 (cinquecentesimo, a colori) dove rapisce Zagor e gli procura allucinazioni in cui lotta con alcuni suoi nemici morti, ma Zagor riesce a svegliarsi e ad uccidere lo stregone. Successivamente alcuni stregoni cercano di vendicare Devil Mask nell'albo a colori n. 602 del giugno 2011 (si festeggiava il cinquantennale del personaggio) ma il loro tentativo è stroncato da Zagor, Tonka e Winter Snake, e gli stregoni preferiscono suicidarsi buttandosi nel vuoto piuttosto che farsi catturare. Il personaggio di Devil Mask è stato ideato dallo sceneggiatore Tiziano Sclavi.
- Bela Rakosi: è un vampiro ungherese ispirato al celeberrimo personaggio della letteratura, il Conte Dracula di Bram Stoker. Il suo nome ricalca quello di Bela Lugosi, il celebre attore che negli anni venti e trenta fu l'interprete per eccellenza del conte vampiro sul grande schermo e nei teatri. Il personaggio, realizzato nel 1972 da Gallieno Ferri con le fattezze di Christopher Lee, nel corso degli anni ha gradualmente cambiato aspetto acquisendo un fisico più atletico e un taglio di capelli più moderno. Egli appare per la prima volta nell'episodio Zagor contro il vampiro, dove viene sconfitto dallo Spirito con la scure venendo esposto alla luce del sole che lo riduce in polvere. In seguito ritorna nella lunga avventura di Alfredo Castelli Il ritorno del vampiro (Zenith nn. 237-240) grazie a un rituale che lo fa risorgere per poi venire messo alle strette da Zagor che lo getta in un fiume. Successivamente Boselli fa incrociare il destino di Rakosi con quello di Frida (albi nn. 448-450). È protagonista, pur senza comparire, nell'avventura Vampiri! di Jacopo Rauch pubblicata negli Zenith nn. 667-669; è prevista la resa dei conti fra Zagor e il vampiro nelle storie, sempre di Rauch, pubblicate negli albi 723-727 (estate/autunno 2021).
- Kanoxen: è il primo nemico di Zagor (esordisce nel primo numero, La Foresta degli Agguati). È il capo dei Delaware, una tribù pellerossa, e verrà sconfitto proprio dallo Spirito con la Scure per aver tentato di uccidere l'amico di Zagor, Cico. In seguito, la sua seconda apparizione nel mondo zagoriano la compie solo nell'albo a colori n. 500, Magia Indiana, dove però si scopre essere solo un incubo provocato a Zagor da Devil Mask, un altro dei suoi acerrimi nemici.
- Re delle Aquile: bandito appassionato di rapaci. In origine è il cercatore d'oro Ben Stevens che assalito dai Munsee viene scalpato vivo. Sopravvissuto e rifugiatosi sulle montagne comincia ad addestrare i rapaci tra cui un'aquila di dimensioni gigantesche di nome Ayala con la quale pianifica la sua vendetta. A seguito dello scontro con Zagor mentre cerca di fuggire precipita nel vuoto perdendo una gamba. Curato dallo scienziato Prometeus, crea un uomo-aquila che quasi sconfigge Zagor ma lo stesso Prometeus lo elimina per espiare la sua colpa, mentre Stevens muore ucciso da Zagor. In seguito verrà resuscitato da Hellingen ma morirà di nuovo.
- Iron-Man (Sam Fletcher): dotato di elmo e armatura leggera come un cavaliere medievale imporrà il proprio comando sugli indiani e di seguito sconfiggerà Zagor in un duello alla scure. Vittima della società e impregnato d'odio, Iron-Man sarà poi sconfitto dallo stesso fato. Riapparirà in un successivo episodio insieme ad un gruppo di evasi per essere definitivamente ucciso dal suo amico "Mozart" Kelly.
- Runok: "Signore del fuoco" di una tribù algonkina rimasta alla preistoria che vive in una valle all'interno di un monte popolata anche da dinosauri.
- Supermike alias Mike Gordon: un giovanotto intelligente, talentuoso, colto e ambizioso che veste un costume simile a quello di Zagor ma di colore giallo e ama sfidare lo spirito con la scure in prove di abilità e forza davanti a tutti e battendolo spesso. Al dito porta un anello con una lettera M in rilievo in modo che ogni volta che colpisce Zagor al volto con un pugno lasci il suo marchio.
- Kandrax: druido vecchio di migliaia di anni intenzionato a creare in America un impero celtico. Grazie alle sue conoscenze occulte, si autopose in una sorta di stato di stasi, e, secoli dopo, viene destato per errore da Cico, Bat Batterton e "Digging" Bill durante una serie di scavi archeologici presso la località di Stone Hill; viene sconfitto da Zagor (vedi classica storia di Nolitta/Ferri pubblicata negli albi Zenith nn. 180-184). Sopravvissuto, ricompare negli albi nn. 299-302 in una storia di Daniele Nicolai. Finisce imprigionato nell'isola delle ombre assieme al suo signore, il dio della morte Donn the Dark (albi nn. 482-484). Ricompare in un'avventura scritta da Claudio Chiaverotti negli albi del 2020 nn. 711-712.
- Nat Murdo: giovane avventuriero scozzese che organizza un piano criminale per conquistare il cuore della cugina, Lady Fraser. Vistosi scoperto da Zagor comincia una fuga che lo porta dal Canada, all'Alaska alla California sempre inseguito dallo Spirito con la Scure. Proprio in uno scontro con quest'ultimo, avvenuto in California, Murdo sembra perire in un incendio. Solo qualche tempo dopo Zagor, durante una involontaria trasferta scozzese, scoprirà che il suo vecchio nemico è scampato alle fiamme e, tornato in patria, ha assunto l'identità segreta di Capitan Midnight, sotto le cui spoglie conduce una lotta al fianco dei ribelli delle Highlands contro i nobili che tiranneggiano il popolo.
- Mortimer: astutissimo genio del crimine che agisce insieme alla compagna Sybil. Nel corso di uno scontro con Zagor, Sybil è stata uccisa da uno squalo. Mortimer, salvatosi su un'isola, giura vendetta (albi Zenith nn. 572-575). Riappare in seguito alla trasferta sud americana di Zagor dove compie un piano che porterà alla morte di alcune persone care allo Spirito con la scure, arrivando a un ultimo scontro mozzafiato che finisce con la caduta di Mortimer da una cascata, che ne causa la morte (albi nn. 641-644). Successivamente, si scopre che la sua morte era solo apparente e Zagor (aiutato anche da Jenny, una delle tre ragazze che lavorano nel trading post principale di Darkwood) e Mortimer si scontrano di nuovo; durante una lotta, Mortimer viene ferito e, per evitare l'impiccagione, si suicida con una pastiglia (albi nn. 728-730).
- Professor Richter: archeologo capace di usare le tecnologie di Atlantide. Sembrerebbe morto nel crollo di una caverna in Islanda ma non ci sono prove certe.
- Basileo o Professor Sharky: è un giovane laureato in archeologia che lavorando in Grecia perde la testa e si crede Zeus. Uccisi i suoi collaboratori porta in America un immenso tesoro e si costruisce una dimora degna degli dei greci. Finisce ucciso dal mostruoso Cerbero che egli stesso aveva creato.
- Alan O'Keefe: ricco piantatore inglese che stabilitosi ad Haiti vuole estirpare i culti religiosi autoctoni. Insieme al suo gruppo di complici verrà sterminato da un gruppo di zombi.
- Hegel Von Axel: studioso tedesco discendente dell'alchimista Hugbert che va alla ricerca di un calice in uranio che a suo dire può fornire la vita eterna. Hegel durante un esperimento salterà in aria nella grotta ove aveva allestito il suo laboratorio.
- Barranco: avventuriero che agisce in Sud-America che si scontra con Zagor in un'antica città sulla cordigliera abitata da donne generate da un macchinario di origine atlantidea. Alla fine della storia Barranco viene erroneamente dato per morto.
- Paranormus, all'anagrafe Elmer Plummer: impiegato in uno studio chimico che si mette al servizio del latifondista Diamond ma poi crede di essere diventato un mago vero e proprio.
- Il Tessitore: terrorista a capo di una estesa rete di assassini che mira a destabilizzare il mondo creando una guerra mondiale. Creato da Castelli, apparve in una lunga e drammatica avventura del 1982 (albi nn. 256-260), in cui non ne venne svelata l'identità. Essa viene rivelata in un'avventura del 2003 in cui il misterioso terrorista si allea con Mortimer.

## Impatto culturale
- Nel novembre 2009 il cantautore Graziano Romani ha pubblicato un album dal titolo Zagor King of Darkwood ispirato ai personaggi e alle atmosfere del fumetto.[17]
- Nel suo album d'esordio, il cantautore italiano Luciano Ligabue cita il personaggio di Zagor nel brano Freddo cane in questa palude.
- Il documentario Noi, Zagor è uscito nelle sale cinematografiche il 22 ottobre 2013 e ha partecipato a L'Aquila Film Festival in data 20 novembre 2013.[6]
- Zagor e il mare: mostra di illustrazioni di Gallieno Ferri dal 25 luglio all'8 settembre 2019 alla Galleria Comunale d’Arte Leonardo Da Vinci di Cesenatico.[18]
- Spesso, negli episodi della serie TV italiana "L'ispettore Coliandro", viene citato "Zagor Tenay, lo Spirito con la Scure", venendo preso come esempio di eroe proprio dal protagonista, Coliandro.

## Altri media

### Cinema
Nel 1971 vennero realizzati due film turchi dedicati al personaggio: Zagor - Kara Korsan'in hazìnelerì (Zagor - Il tesoro del Corsaro Nero) e Zagor - Kara Bela (Zagor - Il Flagello Nero), liberamente ispirati alla storia Le jene del mare e a quelle dell'Avvoltoio e di Satko. In ambedue, Zagor è interpretato dall'attore turco Levent Çakır. Nel 1971 è stato realizzato un film turco intitolato Zagor, ma, a dispetto del nome, è un semplice western che narra le avventure di un pistolero che nulla ha a che vedere con Zagor.

### Giochi
Nel 2016 fu realizzato un gioco da tavolo, ispirato alla storia del 1972 Odissea americana. Molti dei disegni furono realizzati da Gallieno Ferri. Gli autori del gioco sono Luigi Ferrini e Daniele Ursini.

### Letteratura
- Le mura di Jericho, romanzo scritto da Moreno Burattini, illustrato da Mauro Laurenti e Massimo Pesce, pubblicato a puntate all'interno della rivista "Darkwood Monitor" (1997-2000), edita dall'associazione culturale "Zagor Club" (fondata da Giuseppe Pollicelli, Daniele Bevilacqua e Sergio Climinti); venne poi ristampato in volume nel 2011, in una versione leggermente estesa, dalle edizioni Cartoon Club, con aggiunte di altre illustrazioni inedite.
- La capanna nella palude, racconto di Moreno Burattini, 2014;
- La casa, racconto di Moreno Burattini, 2015;
- Cavalli bradi, racconto di Moreno Burattini, 2016.
- Zagor, romanzo di Davide Morosinotto, Sergio Bonelli Editore, 2018.
- Disgelo, racconto di Moreno Burattini, 2019.

Nel romanzo Sei l'odore del borotalco, scritto da Sergio Mari e pubblicato da Gutenberg Edizioni nel maggio 2015, è presente a pagina 43 un passaggio che riguarda Zagor (e che contiene imprecisioni, così come le contiene la stessa pagina a proposito del Comandante Mark): 

### Televisione
A cavallo fra gli anni settanta e ottanta, nell'ambito della trasmissione televisiva "Tex & Company", curata da Mauro Boselli e prodotta da Fono Roma e Coronado Productions, sono stati trasmessi da varie emittenti locali, i cartoni semianimati di vari personaggi dei fumetti Bonelli; per Zagor, furono realizzati e mandati in onda cinque episodi tratti dalla serie regolare: Zagor racconta..., L'isola della paura, Indian Circus, Il mio amico "Guitar" Jim e I cacciatori di uomini.

### Videogiochi
Nel 1987 è stata realizzata da Marco Corazza un'avventura testuale per Commodore 64 in cui il giocatore prende le sembianze di Zagor. Venne distribuita in edicola dalla Systems Editoriale come allegato a Commodore 64 Club N. 3. Il gioco, uscito il 25 novembre di quell'anno, era ispirato alla storia La fortezza di Smirnoff (albi nn. 201-203, sceneggiatura di Alfredo Castelli e disegni di Franco Donatelli). Questa avventura fu il primo videogioco in assoluto ad essere commercializzato in Italia avente come protagonista un personaggio dei fumetti.